# Dicranella trichophylla
Dicranella trichophylla là một loài rêu trong họ Dicranaceae. Loài này được Mitt. Mitt. mô tả khoa học đầu tiên năm 1873.